# Manulife Place
Manulife Place je mrakodrap v kanadském Edmontonu. Má 39 podlaží a výšku je 146 metrů, je tak nejvyšší mrakodrap ve městě. Výstavba probíhala v letech 1981 – 1983. Tvůrcem budovy byla architektonická firma Clifford Lawrie Bolton Ritchie Architects. V budově se nachází kancelářské prostory a v nižších patrech je obchodní centrum.